# Paraceratherium
Paraceratherium, även känt som Indricotherium och Baluchitherium, är ett numera utdött däggdjurssläkte. Den största arten P. transouralicum hade en vikt på upp till 15 ton, vilket gör den till det tyngsta landdäggdjuret. Paraceratherium var ett uddatåigt hovdjur.

## Biologi
Den kunde bli upp till 8 meter hög, med en mankhöjd på cirka 5,5 meter och drygt 12 meter lång och väga cirka 20 ton, drygt 3 gånger mer än en afrikansk elefant. Trots sin massiva storlek var emellertid Paraceratherium inte ens i närheten av att matcha de största dinosaurierna i vikt och längd.
Paraceratherium levde i Centralasien under tidig oligocen, för ungefär 35 miljoner år sedan. Paraceratherium liknar en giraff till utseendet men var i själva verket en jättelik noshörning. Till skillnad från sina nu levande släktingar saknade djuret emellertid horn. 